# Йонково
Йонково е село в Североизточна България. То се намира в община Исперих, област Разград.

## География
Намира се между Разград и Исперих, в близост до ловно стопанство „Воден“, на 30 км от „Свещари“ и тракийските гробници и местността „Демир баба теке“. Kрай селото се намира гробница (тюрбе) на бекташки дервиш Йонуз Абдал, който, по преданията, е бил учен и богоизбран човек, който е просветлявал хората.
Селото е спокойно, тихо, и идеално място за релаксация. В близост минава река „Война“.
Климатът е умерено континентален, със студена зима и горещо лято.
Населението в селото е от различен етнически произход, като преобладава турският етнос. Между турци и българи царят отношения на взаимно уважение, разбирателство, и толерантност.
Основният поминък в с. Йонково е земеделието и животновъдството.

## История
Старото местоположение на селото е било близо до река Война, която минава в близост до гробницата на бекташицкия дервиш Йонуз абдал. Там живеел именно и дервишът със старите си родители. Било е малко турско селце с около 30,50 семейства преселили се от Анадола. Йонуз се изхранвал като пасял овцете на богатите аги в съседните села. Предава се, че поради тежкото състояние на родителите си, се върнал в селото и се отдал в служение на Аллах и грижа за родителите си. Един ден в селото дошли двама дервиши, когато Йонуз се е кланял, и застанали зад него. След като свършил, вдигнал ръцете си за дуа и казал: „О, Аллах, няма ли такива просветени хора, които са достигнали твоето откровение, да ида и да им служа.“ В този момент дервишите станали и казали, че има, и го завели при техния учител Хасан баба (Демир баба). Там той получил религиозни познания. Стигнал до ниво „абдал“ (водач) и започнал да разпространява исляма между хората. Върнал се в селото си и основал „дергях“, където просветлявал хората и обучавал дервиши. От там остава името на селото Йонуз абдал. След смъртта му, в селото става наводнение и хората се преселват на по-високо и основават ново село. Там впоследствие се настаняват татари от Крим, а от после и българи, като сега турци и българи живеят задружно. 
През периода 1973 - 1974 г. в селото се провеждат национални събори по народни борби. 
На 7 март 2007 една част от селото е отделена в село Малко Йонково. Старото име на селото е Йонуз абдал.

## Редовни събития
- Всяка сряда в селото се провежда пазар.
- Съборът в село Йонково се провежда месец май.

## Личности
Родени
- Юсуф Ахмедов, учител, писател и поет, роден 1933 г.
- Гео Донев, писател, роден 1940 г., автор на книгата „Неугаснали въглени“, разкриваща и описваща историята и колорита на с. Йонково.

## Други
- В тираж 54 на Българския спортен тотализатор (08.07.2012 г.), петима късметлии си разделят джакпота във второ теглене на играта 6/49 – 6,3 милиона лева. Един от петте печеливши фиша е пуснат в село Йонково. Фишът е с 4 обикновени комбинации и 1 за ТОТО Джокер, на стойност 2,90 лева.[3]